# Bradley Byrne
Bradley Byrne, né le 16 février 1955 à Mobile (Alabama), est un homme politique américain. Membre du républicain, il est élu de l'Alabama à la Chambre des représentants des États-Unis de 2014 à 2021.

## Biographie

### Jeunesse et carrière politique dans l'Alabama
Bradley Byrne est originaire de Mobile en Alabama. Il obtient un bachelor of arts de l'université Duke en 1977. Lorsqu'il est diplômé de l'école de droit de l'université de l'Alabama en 1980, il devient avocat
De 1994 à 2002, il siège au conseil de l'éducation de l'Alabama. Il y est d'abord élu en tant que démocrate, mais rejoint le Parti républicain en 1998. En 2002, il est élu au Sénat de l'Alabama. Il devient chancelier du département de l'enseignement supérieur de l'Alabama en 2007.
Il se présente à l'élection du gouverneur de l'Alabama de 2010. Pendant la campagne, une publicité affirme qu'il pense que la théorie de l'évolution « explique mieux l'origine de la vie » que le créationnisme. Byrne accuse la publicité de mentir et explique qu'il croit que chaque mot de la Bible est vrai. Il arrive en tête du premier tour, devant Robert Bentley. Il reçoit le soutien du gouverneur sortant Bob Riley et de plusieurs membres du Congrès. Il est cependant attaqué par l'Alabama Education Association, en raison de son opposition aux syndicats d'enseignants. Au second tour, il est battu par Bentley qui réunit 56 % des voix.

### Représentant des États-Unis
À la suite de la démission du représentant Jo Bonner, Byrne est candidat à l'élection partielle pour la Chambre des représentants des États-Unis dans le 1er district de l'Alabama. Englobant Mobile et sa région, le district est profondément républicain. La primaire républicaine est donc le véritable enjeu. Au second tour de la primaire, il affronte le candidat du Tea Party Dean Young. Byrne reçoit le soutien de l'establishment républicain, dont Bonner, et de la Chambre de commerce des États-Unis. Il bat Young avec 52,5 % des voix,. Il est élu représentant le 17 décembre 2013 avec 70,2 % des suffrages face au démocrate Burton LeFlore.
Il est réélu en 2014 avec 68,2 % des voix, affrontant à nouveau LeFlore. Candidat à un nouveau mandat en 2016, Byrne remporte facilement la primaire républicaine et est réélu sans opposant démocrate. Il remporte un quatrième mandat avec 63,2 % des suffrages en 2018, battant le démocrate Robert Kennedy.
En février 2019, Byrne annonce qu'il se sera pas candidat à la Chambre des représentants mais aux élections sénatoriales en 2020. Il entend affronter Doug Jones, considéré comme le sénateur démocrate le plus en danger du pays. Avec 25 % des voix, il termine en troisième position de la primaire républicaine, derrière le coach de football américain Tommy Tuberville (33 %) et l'ancien sénateur et procureur général Jeff Sessions (32 %). Tuberville remporte finalement la nomination républicaine au deuxième tour, puis l'élection de novembre face à Doug Jones.

## Positions politiques
Bradley Byrne est un républicain conservateur. Il s'oppose à l'avortement, aux restrictions sur le port d'arme à feu et soutient la construction d'un mur à la frontière mexicaine.

## Historique électoral

### Chambre des représentants
| Année | Bradley Byrne | Démocrate | Write-in |
| ----- | ------------- | --------- | -------- |
| Année |               |           |          |
| 2013  | 70,66 %       | 29,34 %   | –        |
| 2014  | 68,16 %       | 31,71 %   | 0,13 %   |
| 2016  | 96,38 %       | –         | 3,62 %   |
| 2018  | 63,16 %       | 36,78 %   | 0,07 %   |